# Pointe Michel
Pointe Michel är en parishhuvudort i Dominica.   Den ligger i parishen Saint Luke, i den södra delen av landet, 5 km söder om huvudstaden Roseau. Pointe Michel ligger 57 meter över havet och antalet invånare är 1 202. Den ligger på ön Dominica.
Terrängen runt Pointe Michel är kuperad. Havet är nära Pointe Michel åt sydväst. Runt Pointe Michel är det ganska tätbefolkat, med 155 invånare per kvadratkilometer. Närmaste större samhälle är Roseau, 4,9 km norr om Pointe Michel. I omgivningarna runt Pointe Michel växer i huvudsak städsegrön lövskog.